# Ельфар Фрейр Хельгасон
Ельфар Фрейр Хельгасон (ісл. Elfar Freyr Helgason, нар. 27 липня 1989) — ісландський футболіст, захисник клубу «Брейдаблік».
Виступав, зокрема, за клуб АЕК, а також національну збірну Ісландії.
Чемпіон Ісландії. Володар Кубка Ісландії.

## Клубна кар'єра
У дорослому футболі дебютував 2008 року виступами за команду «Брейдаблік», у якій провів три сезони, взявши участь у 34 матчах чемпіонату. 
Своєю грою за цю команду привернув увагу представників тренерського штабу клубу АЕК, до складу якого приєднався 2011 року. Відіграв за афінський клуб наступний сезон своєї ігрової кар'єри.
Згодом з 2012 по 2017 рік грав у складі команд «Стабек», «Раннерс», «Брейдаблік» та «Горсенс».
До складу клубу «Брейдаблік» приєднався 2017 року. Станом на 3 січня 2023 року відіграв за команду з Коупавоґура 64 матчі в національному чемпіонаті.

## Виступи за збірні
Протягом 2009–2011 років залучався до складу молодіжної збірної Ісландії. На молодіжному рівні зіграв у 6 офіційних матчах.
У 2011 році дебютував в офіційних матчах у складі національної збірної Ісландії.

## Титули і досягнення
- Чемпіон Ісландії (1):

«Брейдаблік»: 2010
- Володар Кубка Ісландії (1):

«Брейдаблік»: 2009
- Володар Кубка ісландської ліги (1):

«Валюр»: 2023